# Huéscar (ort)
Huéscar är en ort i Spanien.   Den ligger i provinsen Provincia de Granada och regionen Andalusien, i den sydöstra delen av landet, 300 km söder om huvudstaden Madrid. Huéscar ligger 958 meter över havet och antalet invånare är 8 194.
Terrängen runt Huéscar är kuperad norrut, men söderut är den platt. Terrängen runt Huéscar sluttar söderut. Runt Huéscar är det mycket glesbefolkat, med 4 invånare per kvadratkilometer. Huéscar är det största samhället i trakten. Trakten runt Huéscar består till största delen av jordbruksmark.